# Никольское (Любимский район)
Никольское — село в Любимском районе Ярославской области.
С точки зрения административно-территориального устройства относится к Осецкому сельскому округу. С точки зрения муниципального устройства входит в состав Осецкого сельского поселения.

## География
Село расположено в 23 км на северо-запад от центра поселения деревни Рузбугино и в 39 км на юго-запад от райцентра города Любим.

## История
В селе было две церкви: каменная и деревянная. Первая построена помещиком г. Замыцким в 1835 году, а другая в 1766 году. Престолов в каменной было три: по середине – во имя Покрова Божией Матери, с правой стороны - во имя св. и чуд. Николая и св. вмч. Георгия Победоносца. 
В конце XIX — начале XX века село входило в состав Осецкой волости (позже — в составе Раменской волости) Любимского уезда Ярославской губернии.
С 1929 года деревня входила в состав Панюшинского сельсовета Любимского района, с 1954 года — в составе Филипповского сельсовета, с 2005 года — в составе Осецкого сельского поселения.

## Население
| 1859 | 1914 | 2002 | 2007 | 2010 |
| ---- | ---- | ---- | ---- | ---- |
| 25   | ↗117 | ↘12  | ↘7   | ↗10  |

## Достопримечательности
В селе расположена недействующая Церковь Покрова Пресвятой Богородицы (1835).